# Azanus itea
Azanus itea är en fjärilsart som beskrevs av Walker 1870. Azanus itea ingår i släktet Azanus och familjen juvelvingar. Inga underarter finns listade i Catalogue of Life.